# Кіценко Іван Іванович
Іван Іванович Кіценко (рос. Иван Иванович Киценко; 20 травня 1920, Галіцино — 8 червня 1981, Київ) — радянський військовий льотчик, Герой Радянського Союзу (1945), в роки німецько-радянської війни командир ланки 5-го гвардійського мінно-торпедного авіаційного полку 2-ї гвардійської мінно-торпедної авіаційної дивізії Військово-повітряних сил Чорноморського флоту.

## Біографія
Народився 20 травня 1920 року в селі Галіцино (Кочубеївського району Ставропольського краю Росії) в селянській родині. Росіянин. Член КПРС з 1954 року. Закінчив сім класів.
У Військово-морському флоті з 1937 року. У 1938 році закінчив Єйське військово-морське авіаційне училище. У боях німецько-радянської війни з 1941 року.
До середини жовтня 1944 року гвардії старший лейтенант І. І. Кіценко здійснив 217 бойових вильотів на бомбардування, далеку розвідку, мінні постановки. Шість разів доставляв вантажі партизанам Криму. Потопив шість транспортів, танкер, швидкохідну десантну баржу, пошкодив підводний човен ворога.
Указом Президії Верховної Ради СРСР від 6 березня 1945 року за зразкове виконання завдань командування по знищенні живої сили і техніки противника і проявлені при цьому мужність і героїзм гвардії старшому лейтенанту Івану Івановичу Кіценку присвоєно звання Героя Радянського Союзу з врученням ордена Леніна і медалі «Золота Зірка» (№ 3808).

Могила Івана Кіценка

З 1954 року капітан І. І. Кіценко — у запасі. Жив у Києві. Помер 8 червня 1981 року. Похований у Києві на Лук'янівському військовому кладовищі.

## Нагороди
Нагороджений орденом Леніна, двома орденами Червоного Прапора, двома орденами Вітчизняної війни 1-го ступеня, орденом Червоної Зірки, медалями.